# 3613 Kunlun
3613 Kunlun este un asteroid din centura principală, descoperit pe 10 noiembrie 1982 de Observatorul Zijinshan.